# لیانه هاید
لیانه هاید (انگلیسی: Liane Haid؛ ۱۶ اوت ۱۸۹۵ – ۲۸ نوامبر ۲۰۰۰) یک هنرپیشه اهل اتریش بود.
از فیلم‌هایی که وی در آن نقش داشته است، می‌توان به موسیقی رقص و کشتی در معرض خطر غرق‌شدگی اشاره کرد.